# Онежский 90-й пехотный полк
90-й пехотный Оне́жский полк — пехотная воинская часть Русской императорской армии. Полковой праздник — 30 августа. Дислокация в начале XX в. — Ревель, в составе 23-й пехотной дивизии 18-го армейского корпуса.

## История
- 29.04.1803 — Сформированы на гренадерском положении 2-й и 4-й морские полки.
- 28.01.1833 — 1-й и 3-й батальоны 2-го и 1-й батальон 4-го морских полков присоединены к Софийскому пехотному полку.
- 06.04.1863 — Из 4-го резервного и бессрочно-отпускных 5-го и 6-го батальонов Софийского пехотного полка сформирован Софийский резервный пехотный полк в 2-батальонном составе.
- 13.08.1863 — Софийский резервный пехотный полк переформирован в 3-батальонный состав (по три роты в батальоне) и назван Онежским пехотным полком. При формировании полка ему были переданы из Софийского полка старшинство 2-го и 4-го морских полков и некоторые знаки отличия.
- 25.03.1864 — Присвоен 90-й номер.
- 07.04.1879 — Переведён в 4-батальонный состав (1—3-я стрелковые роты переименованы в 13—15-ю и сформирована вновь 16-я рота).

## В художественной литературе
…увидел перед собой каменную шеренгу солдат. Усики их, одинаково закрученные, были совершенно похожи, а самые лица, кукольно-недвижные, казалось, бесконечно повторяли один и тот же отпечаток чьей-то фотографии. Он провел глазами по фронту: оригинал её оказался на правом фланге в капитанских погонах. Это был командир роты.
 — Вам, может, кажется, что эта вон рота армейского, с-дула-заряжающегося богородице-дево-радуйся пехотного полка тоже случайно сюда попала? Вдумайтесь, господа, почему президента встречает не гвардия, а какой-то несчастный девяностый Онежский пехотный полк?
 — Рожи похожи, — сказал сзади тот же гардемарин. — Рожи у них подобраны замечательно.
 — А смысл-то в этом какой? Смысл, господа? — воскликнул Бобринский, приходя в восторженность. — Глубокий смысл! Вот-де, какая наша страна, если в обыкновенный армейский полк целую роту близнецов подобрать можно! Какие ж у нас резервы, если такой выбор возможен! Ротный командир определенно сделает карьеру, уж орденок ему сегодня обеспечен.…— Соболев Л.С. Капитальный ремонт, глава 7. — Калининград: Калининградское книжное издательство, 1962. — С. 238.

## Командиры
- 21.04.1863 — 25.06.1864 — полковник Кузьмин-Короваев, Дмитрий Николаевич
- 25.06.1864 — 17.04.1870 — полковник Офросимов, Евфимий Яковлевич
- 17.04.1870 — 22.04.1878 — полковник (с 02.03.1878 генерал-майор) Старженецкий-Лаппа, Иосиф Онуфриевич
- 28.04.1878 — 15.11.1881 — полковник Тарасов, Александр Иванович
- 15.11.1881 — 13.07.1890 — полковник Скрутковский, Эдуард-Иосиф Михайлович
- 01.08.1890 — 31.07.1895 — полковник Биргер, Александр Карлович
- 14.08.1895 — 01.11.1897 — полковник фон Поппен, Георгий Васильевич
- 15.11.1897 — 05.08.1899 — полковник Паруцкий, Василий Игнатьевич
- 06.09.1899 — 14.04.1901 — полковник Сахновский, Павел Григорьевич
- 07.05.1901 — 20.02.1904 — полковник Тарнагурский, Павел Владимирович[1]
- 15.03.1904 — 15.06.1907 — полковник Козлов, Владимир Аполлонович[2]
- 28.06.1907 — 12.02.1911 — полковник Кублицкий-Пиоттух, Франц Феликсович
- 20.02.1911 — 21.06.1914 — полковник Болховитинов, Леонид Митрофанович
- 18.07.1914 — 14.08.1914 — флигель-адъютант полковник Ресин, Алексей Алексеевич
- 18.08.1914 — 17.05.1915 — полковник Васильев, Виктор Николаевич
- 11.10.1915 — 29.07.1916 — полковник (с 18.02.1916 генерал-майор) Букретов, Николай Адрианович
- 10.08.1916 — 11.05.1917 — полковник Давыдов, Лев Георгиевич
- 11.05.1917 — после 03.10.1917 — полковник Кудрявцев, Василий Павлович
- 1917? — полковник Михайлов, Сергей Григорьевич[3]

## Известные люди, служившие в полку
- Анреп, Василий Константинович фон (1882) — врач, основоположник местной анестезии[4].
- Голоушев, Сергей Сергеевич (1855—1920) — русский революционер, живописец и график.
- Дубровин, Александр Иванович (1880) — российский политик, организатор «Чёрной Сотни»[5].
- Костанди, Леонид Васильевич (1905—1909, 1912—?) — деятель Белого движения[6].
- Хенриксон, Николай Владимирович (1894 — ?) — генерал Генштаба, затем командарм РККА.
- Сытинский Николай Андреевич — автор "Очерков истории 90-го пехотного Онежского полка" (1903 г.), кавалер ордена Святого Георгия 4-й степени за бой 26.08.1914 г. и взятые его ротой 2 пулемета[7].

## Знаки отличия
1. Полковое Георгиевское знамя с надписями: «За взятие приступом Варшавы 25 и 26 Августа 1831 года» и «1803-1903». С Александровской юбилейной лентой. Высочайший приказ от 29.04.1903 г. Первое отличие пожаловано 4-му морскому полку 6.12.1831 г.
2. Гренадерский бой[8]. Пожалован 2-му и 4-му морским полкам при их сформировании в 1803 г.

На скобах знамён — вензель Александра I и надписи: во всех батальонах — «1803, 2-й и 4-й морские полки»; «1883, 90-го пехотного Онежского полка … батальона»; кроме того: въ 1-м батальоне — «4-му Морскому полку, за взятие приступом Варшавы 25 и 26 августа 1831 г.», и во 2-м — «1830, за отличие при Кулевче 30 мая 1829 г.». Последняя надпись, при пожаловании полкового знамени (в день столетнего юбилея 29 апреля 1903 г.), была исключена, так как принадлежит 2-му пехотному Софийскому Его Величества полку.